# Eleições europeias de 1999 (Portugal)
As eleições parlamentares europeias de 1999 em Portugal realizaram-se a 13 de junho de 1999, como parte das eleições parlamentares europeias de 1999 e serviram para eleger os 25 eurodeputados para a legislatura 1999–2004 no Parlamento Europeu.
Quanto aos resultados das eleições, de destacar a grande vitória do Partido Socialista (PS) que conseguiu cerca de 43 % dos votos e, graças a esse resultado, conseguiu eleger 12 dos 25 eurodeputados.
O Partido Social Democrata (PPD/PSD)  ficou em segundo lugar, mantendo os nove eurodeputados eleitos nas eleições anteriores.
Os restantes partidos que elegeram eurodeputados foram a CDU – Coligação Democrática Unitária (PCP–PEV) e o Partido Popular (CDS–PP), ambos com dois eurodeputados (menos um do que nas eleições anteriores).
De realçar que, pela primeira vez, a abstenção caiu, em comparação com as eleições anteriores, atingindo, mesmo assim um valor elevado: 60 %.

## Partidos
Os partidos ou coligações que elegeram deputados foram os seguintes:
| Partido | Partido                              | Candidato            | Afiliação europeia                                |
| ------- | ------------------------------------ | -------------------- | ------------------------------------------------- |
|         | Partido Socialista                   | Mário Soares         | Partido Socialista Europeu                        |
|         | Partido Social Democrata             | José Pacheco Pereira | Partido Popular Europeu                           |
|         | CDU – Coligação Democrática Unitária | Ilda Figueiredo      | Esquerda Unitária Europeia/Esquerda Nórdica Verde |
|         | Partido Popular                      | Paulo Portas         | União pela Europa                                 |

## Resultados Nacionais
| Partido                                                                       | Partido                                         | Votos     | %               | +/-  | Deputados | +/-     |
| ----------------------------------------------------------------------------- | ----------------------------------------------- | --------- | --------------- | ---- | --------- | ------- |
|                                                                               | Partido Socialista                              | 1 493 146 | 43,07 / 100,00  | 8,20 | 12 / 25   | 2       |
|                                                                               | Partido Social Democrata                        | 1 078 528 | 31,11 / 100,00  | 2,28 | 9 / 25    | Estável |
|                                                                               | CDU – Coligação Democrática Unitária (a)        | 357 671   | 10,32 / 100,00  | 0,87 | 2 / 25    | 1       |
|                                                                               | Partido Popular                                 | 283 067   | 8,16 / 100,00   | 4,29 | 2 / 25    | 1       |
|                                                                               | Bloco de Esquerda                               | 61 920    | 1,79 / 100,00   | Novo | 0 / 25    | Novo    |
|                                                                               | Partido Comunista dos Trabalhadores Portugueses | 30 446    | 0,88 / 100,00   | 0,09 | 0 / 25    | Estável |
|                                                                               | Partido Popular Monárquico                      | 16 182    | 0,47 / 100,00   | 0,20 | 0 / 25    | Estável |
|                                                                               | Movimento O Partido da Terra                    | 13 924    | 0,40 / 100,00   | 0,03 | 0 / 25    | Estável |
|                                                                               | Partido de Solidariedade Nacional               | 8 413     | 0,24 / 100,00   | 0,13 | 0 / 25    | Estável |
|                                                                               | Partido Operário de Unidade Socialista          | 5 565     | 0,16 / 100,00   | 0,06 | 0 / 25    | Estável |
|                                                                               | Partido Democrático do Atlântico                | 5 089     | 0,15 / 100,00   | 0,08 | 0 / 25    | Estável |
| Votos inválidos                                                               | Votos inválidos                                 | 113 134   | 3,27 / 100,00   | 0,17 |           |         |
| Total                                                                         | Total                                           | 3 467 085 | 100,00 / 100,00 |      | 25 / 25   |         |
| Eleitorado/Participação                                                       | Eleitorado/Participação                         | 8 681 854 | 39,93 / 100,00  | 4,39 |           |         |
| (a) Coligação permanente entre PCP (2 eurodeputados) e PEV (0 eurodeputados). |                                                 |           |                 |      |           |         |

## Resultados por círculo eleitoral
| Círculo eleitoral | %    | %       | %       | %      | %    |
| Círculo eleitoral | PS   | PPD/PSD | PCP–PEV | CDS–PP | B.E. |
| ----------------- | ---- | ------- | ------- | ------ | ---- |
| Açores            | 47,8 | 37,6    | 2,3     | 6,8    | 0,9  |
| Aveiro            | 40,5 | 36,5    | 4,1     | 13,2   | 1,2  |
| Beja              | 44,8 | 12,0    | 30,9    | 3,5    | 1,3  |
| Braga             | 44,5 | 36,2    | 5,3     | 9,2    | 0,9  |
| Bragança          | 38,5 | 41,7    | 3,3     | 10,3   | 0,6  |
| Castelo Branco    | 48,4 | 32,2    | 5,7     | 7,0    | 1,0  |
| Coimbra           | 47,8 | 31,6    | 6,7     | 6,7    | 1,9  |
| Évora             | 42,3 | 17,1    | 28,2    | 4,4    | 1,4  |
| Faro              | 48,8 | 26,7    | 9,1     | 6,3    | 1,8  |
| Guarda            | 42,1 | 37,7    | 3,4     | 10,1   | 0,8  |
| Leiria            | 37,0 | 40,0    | 5,6     | 10,4   | 1,3  |
| Lisboa            | 42,1 | 26,8    | 14,1    | 7,4    | 3,2  |
| Madeira           | 29,0 | 49,1    | 3,2     | 10,3   | 1,0  |
| Portalegre        | 49,0 | 20,8    | 17,0    | 6,1    | 0,9  |
| Porto             | 47,1 | 31,9    | 7,9     | 7,3    | 1,5  |
| Santarém          | 44,6 | 29,0    | 11,2    | 7,2    | 1,5  |
| Setúbal           | 41,3 | 16,4    | 27,5    | 5,1    | 2,7  |
| Viana do Castelo  | 39,2 | 34,2    | 5,6     | 14,5   | 1,0  |
| Vila Real         | 40,1 | 43,4    | 3,2     | 7,7    | 0,7  |
| Viseu             | 38,4 | 41,4    | 2,6     | 11,6   | 1,0  |
| Portugal          | 43,1 | 31,1    | 10,3    | 8,2    | 1,8  |